# Rapture of the Deep
Rapture of the Deep es el decimoctavo álbum de estudio de la banda británica de hard rock Deep Purple, publicado el 1 de noviembre de 2005. Al igual que Bananas, el disco contó con una buena acogida entre público y crítica. Además, fue el primer álbum de la banda en entrar en las listas estadounidenses desde The Battle Rages On..., alcanzando el puesto 43º. La canción "Wrong Man" fue escrita basándose en la vida de Wayne Williams, que fue culpado de asesinato de varios niños y encarcelado en los Estados Unidos.

## Lista de canciones
Todas las canciones escritas por Gillan, Morse, Airey, Glover y Paice excepto donde se indique:
1. "Money Talks" – 5:32
2. "Girls Like That" – 4:02
3. "Wrong Man" – 4:53
4. "Rapture of the Deep" – 5:55
5. "Clearly Quite Absurd" – 5:25
6. "Don't Let Go" – 4:33
7. "Back to Back" – 4:04
8. "Kiss Tomorrow Goodbye" – 4:19
9. "Junkyard Blues" – 5:33
10. "Before Time Began" – 6:30

### Especial 2 CD

#### CD 1
1. "Money Talks" – 5:32
2. "Girls Like That" – 4:02
3. "Wrong Man" – 4:53
4. "Rapture of the Deep" – 5:55
5. "Clearly Quite Absurd" – 5:25
6. "Don't Let Go" – 4:33
7. "Back to Back" – 4:04
8. "Kiss Tomorrow Goodbye" – 4:19
9. "MTV" (canción extra en edición limitada) – 4:56
10. "Junkyard Blues" – 5:33
11. "Before Time Began" – 6:30

#### CD 2
Material extra, remezclas, instrumentales, versiones de estudio, canciones en directo
1. "Clearly Quite Absurd" (nueva versión)
2. "Things I Never Said" (presente sólo en la edición japonesa en la versión original del CD)
3. "The Well-Dressed Guitar" (instrumental de las sesiones de Bananas)
  - Escrita originalmente por Morse, pero acreditada a Gillan, Morse, Glover, Airey y Paice.
4. "Rapture of the Deep (directo)"
5. "Wrong Man (directo)"
6. "Highway Star (directo)" (Gillan, Ritchie Blackmore, Glover, Paice)
  - Escrita originalmente por Gillan, Blackmore, Glover, Jon Lord y Paice, pero acreditada sólo a Gillan, Blackmore, Glover y Paice.
7. "Smoke on the Water (directo)" (Gillan, Blackmore, Glover, Paice)
  - Escrita originalmente por Gillan, Blackmore, Glover, Lord y Paice, pero acreditada sólo a Gillan, Blackmore, Glover y Paice.
8. "Perfect Strangers (directo)"
  - Escrita originalmente por Gillan, Blackmore y Glover, pero acreditada a Gillan, Morse, Glover, Airey y Paice.

- Todas las canciones en directo grabadas el 10 de octubre de 2005 en el Hard Rock Cafe de Londres.

## Posiciones en listas de éxitos
Rapture of the Deep es el primer álbum en entrar en las listas estadounidenses desde The Battle Rages On....
- EE. UU.: #43

También alcanzó un éxito considerable en Europa:
- Alemania: #10
- Finlandia: #11
- Suiza: #16
- Austria: #20
- Suecia: #22
- Italia: #26
- República Checa: #32
- Polonia: #40
- Inglaterra: #81

## Personal
- Ian Gillan - voz
- Steve Morse - guitarra
- Don Airey - teclados
- Roger Glover - bajo
- Ian Paice - batería

- Datos: Q828024